# Romeinse Republiek
De Romeinse republiek was een politieke fase in de geschiedenis van de Romeinen, die zich afspeelde in de periode tussen het Romeins koninkrijk en het Romeinse keizerrijk. In deze periode groeide Rome uit van een stad die lokale oorlogen uitvocht met buursteden, tot een wereldrijk. De republiek begon met de eerste verkiezing van de consuls in 509 v.Chr., en eindigde 478 jaar later, toen Octavianus een keizerlijke dynastie vestigde. De republikeinse fase moet niet worden verward met twee kort bestaande Romeinse republieken uit de moderne tijd, respectievelijk de Romeinse republiek van 1798-1799 en de Romeinse republiek van 1849.

## Oorsprong
De (klassieke) Romeinse republiek is een van de drie periodes waarin de geschiedenis van het Romeinse rijk traditioneel wordt ingedeeld. De Romeinse republiek ontstond volgens de overlevering in 509 v.Chr., toen de laatste koning van Rome, Tarquinius Superbus, werd verdreven door Lucius Junius Brutus. Er werd toen besloten om jaarlijks twee consuls te kiezen. Hiermee ontstond voor zover bekend de eerste republiek uit de geschiedenis.
In latere tijden ontstonden, naast het ambt van consul, ook de ambten van proconsul, quaestor, praetor en censor. Zie het lemma cursus honorum.

## Militaire structuur

### Bellum iustum
Romeinse historici beweerden vaak dat Rome zijn imperium had opgebouwd door een opeenvolgende reeks van "defensieve oorlogen". De werkelijkheid was genuanceerder. Voor de beginfase, toen Rome zijn macht in Midden-Italië vestigde, kan de zienswijze van defensieve oorlogen nog tot op zekere hoogte worden verdedigd. Met zoveel Latijnse kleine staatjes zo dicht op elkaar, was niemand ooit werkelijk veilig. Toch kenden deze "nabuuroorlogen" al duidelijke gevallen van pure landroof, bijvoorbeeld ten koste van de Veii of de Volsken.
Vanuit de door de Romeinen gevoelde behoefte aan een betere rechtvaardiging van een oorlog dan pure roofzucht, ontstond het begrip "rechtvaardige oorlog" of bellum iustum. Voordat het leger uitrukte moest een priester in een plechtige ceremonie aan de goden uitleggen dat de Romeinen een "rechtvaardige oorlog" begonnen en daarom hun steun verdienden. Er werden steeds - min of meer spitsvondige - argumenten gevonden voor de "rechtvaardigheid" van een oorlog, bijvoorbeeld "bondgenoten", die tegen "boosaardige" buren moesten worden "beschermd".
Naarmate Rome groter en machtiger werd, en veroveringen buiten het Italiaanse schiereiland begon te maken, werd oorlog echter steeds meer een lucratieve affaire voor de senatorenklasse.

### Krijgstechnieken
De expansie van Rome ging gepaard met een flinke uitbreiding van de strijdmacht van de Romeinse federatie. Tijdens de periode van de Romeinse monarchie bestond het leger uit één enkel legioen (legioen betekent zoiets als "lichting") van 4.200 voetsoldaten en 300 ruiters.
Naarmate de bevolking van het door de Romeinen beheerste grondgebied groeide, konden er twee, later drie of vier legioenen van Romeinse burgers op de been worden gebracht, aangevuld met minstens zoveel troepen van de bondgenoten.
Aanvankelijk gebruikten de Romeinen de tactiek van de Griekse falanx, een hecht blok van met lange lansen gewapende en met schilden en pantsers beschermde infanteristen, waartegen minder gedisciplineerde en lichter bewapende infanteristen vrijwel niet waren opgewassen. In hun oorlogen met de Samnieten en andere bergvolken ontwikkelden de Romeinen - door schade en schande wijs geworden - een flexibelere slaglinie, met onderdelen die beter in staat waren om ook los van elkaar te opereren (manipels, cohorten, centuriën).
Tot aan de hervormingen van Marius rond 100 v.Chr. zou het Romeinse leger in wezen bestaan uit boeren, die voor de tijd van een krijgscampagne waren opgeroepen. Zolang de Romeinen hun oorlogen op korte afstand van hun moederstad voerden, was dat nauwelijks een bezwaar.

### Legerhervormingen, 107 v.Chr.

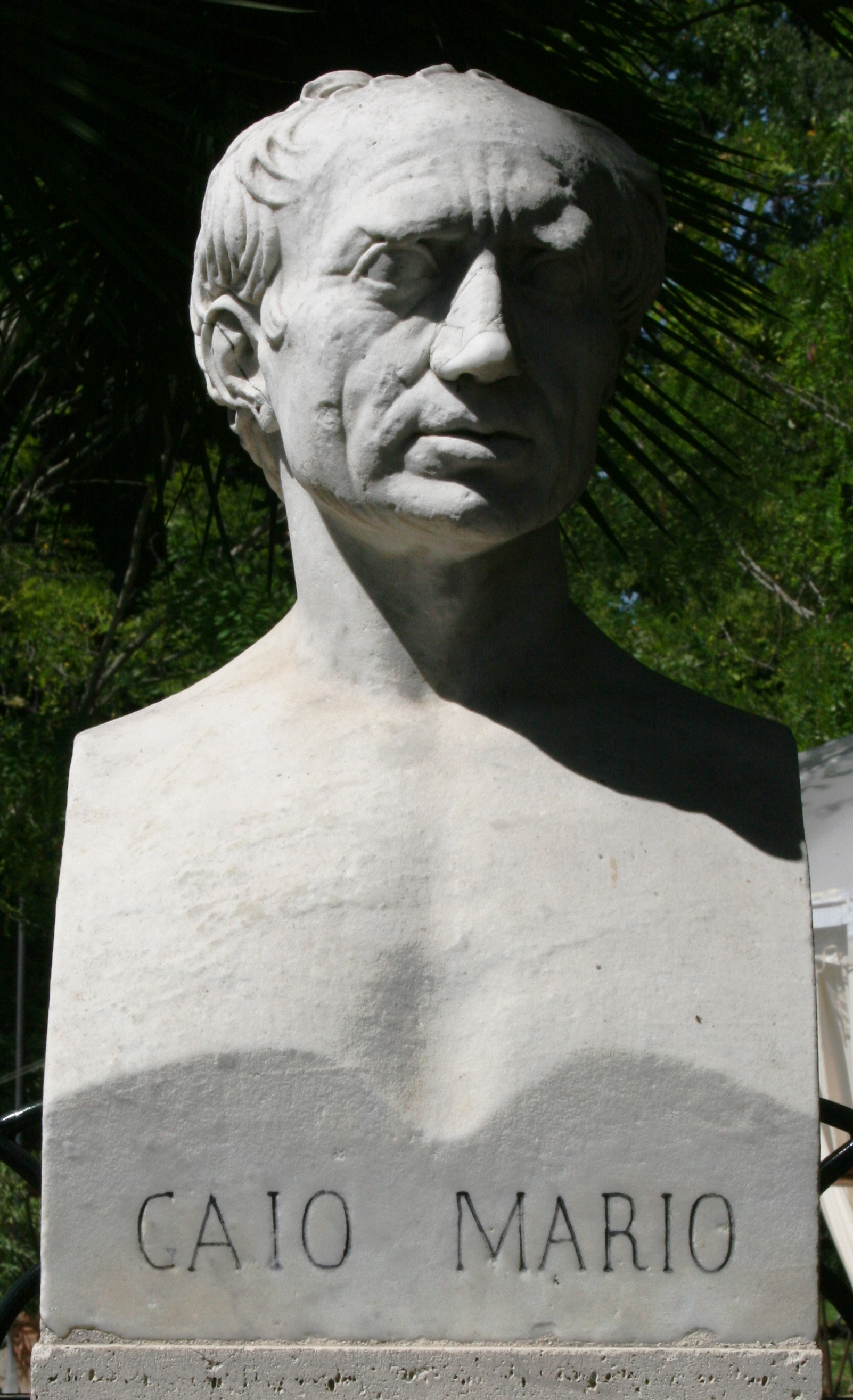
Gaius Marius

Tot ongeveer 110 v.Chr. werd het leger gevormd door vrije boeren, die in tijd van oorlog werden opgeroepen; er was dus geen permanent leger. In het begin van Romes geschiedenis was de legerdienst meestal van korte duur, omdat de strijd zich in de directe omgeving van Rome afspeelde. Na de oorlog werden de soldaten weer snel gedemobiliseerd en keerden ze terug naar hun akkers en werkplaatsen. Zo was er meestal maar een korte onderbreking van hun werkzaamheden. Maar toen Romes invloedssfeer groeide, moesten de legers steeds verder van huis en waren er ook steeds meer veldtochten nodig. Zo waren de soldaten op het laatst vaak hele zomers van huis. De boeren hadden steeds minder tijd om hun akkers te verzorgen, zodat ze op het laatst sterk verarmden door de teruglopende oogsten.
Rond 110 v.Chr. wisten de Kimbren en Teutonen verpletterende nederlagen toe te brengen aan de Romeinen, waarbij hele legioenen werden uitgeroeid. Er ontstond een gevaarlijk gebrek aan soldaten, en Gaius Marius, generaal en staatsman, kreeg daarom van de Senaat de vrije hand om hervormingen van het Romeinse leger door te voeren.
Marius besloot om zijn soldaten een onkostenvergoeding te betalen, die uitgroeide tot een salaris. Veel verarmde boeren besloten om permanent in het leger te blijven, omdat ze zo meer konden verdienen dan op hun verwaarloosde stukje grond. Veel mannen zonder landbezit, "proletariërs", namen toen ook dienst in het leger en de veldheer had een machtig middel om deze mannen persoonlijk aan zich te binden: hij beloofde ervoor te zullen zorgen dat zij na 15 tot 20 jaar dienst in het leger ook een stukje grond zouden krijgen. Daarmee werd voor de meeste rekruten het leger een baan 'voor het leven'; met andere woorden, ze werden beroepssoldaten.
Doordat Marius zo een permanent beroepsleger oprichtte, veranderde echter de machtsbalans in Rome: voortaan was het leger een belangrijke partij, en dus ook de generaal die het leger aanvoerde en tegenover wie de soldaten meer loyaliteit koesterden dan tegenover de Senaat.

## Expansie van de Romeinse Republiek

### Veroveringskaart Romeinse Rijk

Veroveringskaart Romeinse Rijk

Op deze kaart is de groei te zien van het Romeinse rijk, zowel tijdens de fase van de Republiek (rood en oranje) als tijdens het Keizerrijk (geel en groen).
Voor of in 133 v.Chr. (rood) bestaat het rijk uit heel Italië, Griekenland, Pergamon als de provincia Asia, en de tijdens de Punische Oorlogen veroverde provinciae Sicilia, Sardinia en Hispania.
Tegen 44 v.Chr. (oranje) maakte heel Gallia, en grote delen van Klein-Azië en Noord-Afrika deel uit van het rijk.
De eerste keizer Augustus (zie Romeinse Keizerrijk) zal de (gele) gebieden veroveren; in 117 na Chr. zal het rijk zijn grootste afmeting bereiken (groen).

### Kanttekening
Van de Romeinse geschiedschrijving zijn pas vanaf de 3e eeuw v.Chr. teksten overgeleverd. Bij de plundering van Rome door de Galliërs onder Brennus in 387 v.Chr. zijn eventuele historische documenten verloren gegaan toen het archief van de Senaat in vlammen opging. Bij de gebeurtenissen van vóór 300 v.Chr. is het daarom vaak moeilijk feiten en legenden uit elkaar te houden.
Desondanks zijn er wel enkele grote lijnen vast te stellen in de expansie van Rome als regionale mogendheid.

### Expansie tot 100 km van Rome (509 – 343 v.Chr.)
De periode tot ca. 340 v.Chr. werd gekenmerkt door consolidatie van de Romeinse machtspositie, in een gebied dat zich niet veel verder dan ca. 100 km van de stad Rome uitstrekte.
Rome begon ermee de ongeveer 30 stad- of dorpstaatjes der Latijnen te verenigen in een offensieve en defensieve confederatie. Het gehele gebied van de Romeinen en Latijnen besloeg niet veel meer dan 2000 km2. Aanvankelijk moest Rome in dit gebied nog een strijd om de suprematie leveren met Alba Longa, een Latijns stadje op nog geen 20 km van Rome.
Omstreeks 396 v.Chr. veroverden de Romeinen de naburige Etruskische stad Veii, die op niet meer dan 18 km van Rome lag. Volgens de overlevering zou de gehele bevolking van de veroverde stad op de slavenmarkt zijn verkocht. Maar ook na de annexatie van het gebied van Veii besloeg het gebied van Romeinen en Latijnen niet veel meer dan 3000 km2, ongeveer zoveel als de huidige provincie Antwerpen of Overijssel, en minder dan een vijfde deel van de huidige Italiaanse regio Lazio.
De verovering van Veii maakte de naburige staten bewust van de groeiende macht van Rome. Andere Etruskische steden riepen daarom de hulp van Rome in tegen een nieuwe bedreiging, de uit het noorden binnenvallende Galliërs, die in de 5e eeuw v.Chr. het grootste deel van de Povlakte onder de voet hadden gelopen. Deze interventie dreigde Rome fataal te worden. In 387 v.Chr. leden de Romeinen een zware nederlaag tegen de Gallische koning Brennus, die de stad belegerde en pas wegtrok na betaling van een forse schatting. Het zou enige decennia duren voordat Rome zich van deze tegenslag had hersteld.
Rome moest zelfs opnieuw oorlog voeren om zijn gezag over de naburige Latijnse stadstaatjes te herstellen.

### Expansie over hele Italiaanse schiereiland (343 – 275 v.Chr.)

#### Samnitische oorlogen
Nadat Rome na de confrontatie met de Galliërs zijn gezag weer had hersteld, was het, samen met zijn bondgenoten, opnieuw de sterkste militaire macht in de regio. De Etruskische staten zochten opnieuw hulp bij Rome tegen het Gallische gevaar. De bewoners van Campanië zochten bescherming tegen het expansieve bergvolk van de Samnieten uit de Abruzzen. Dit leidde vanaf 343 v.Chr. tot drie Samnitische oorlogen, waarvan de laatste pas in 291 v.Chr. zou eindigen.
Hardnekkige tegenstanders waren ook de Volsken, in het zuidoosten van Latium. Het na hun onderwerping geannexeerde akkerland was, tezamen met dat van Veii, voor geruime tijd voldoende om de landhonger van de in aantal toegenomen Romeinen en Latijnen te stillen. Nadat ook de Sabijnen en enkele kleinere buurvolkeren, zoals de Hernici, Aequi en Aurunci, onderworpen waren, beheerste Rome ongeveer het gebied van de huidige Italiaanse regio Lazio.
Kort na 300 v.Chr. raakten sommige Etruskische stadstaten echter bevreesd voor de toenemende macht van Rome, en verbonden zich met hun oude Gallische vijand en met de Samnieten tegen Rome. Daarmee begon de Derde Samnitische Oorlog. Met zijn bondgenoten versloeg Rome echter de alliantie van Samnieten, Etrusken en Galliërs, in de Slag bij Sentinum, 295 v.Chr., en ten slotte de bestorming van de stad Venusia in 291 v.Chr..
Ondanks aanvankelijke successen moesten ook de Samnieten uiteindelijk het hoofd buigen voor de Romeinse federatie.

#### Pyrrhische oorlogen
Nu was er op het Apennijnse schiereiland geen macht meer die Rome kon tegenhouden. Enkele Griekse stadstaten in Zuid-Italië, onder leiding van Tarente, probeerden hun onafhankelijkheid te verdedigen door zich te verbinden met de Griekse koning Pyrrhus van Epirus.
Pyrrhus boekte overwinningen tijdens de Slag bij Heraclea (280 v.Chr.) en in Ausculum (279 v.Chr.), maar deze waren zo kostbaar dat het spreekwoordelijk geworden pyrrusoverwinningen waren. In 275 v.Chr. werd Pyrrhus definitief verslagen in de Slag bij Beneventum. Hiermee was Rome de onbetwiste meester geworden van het Apennijns Schiereiland.

#### Romeins-Gallische oorlogen
Kort daarop namen de Romeinen ook de verovering van de Povlakte op de daar gevestigde Gallische volksstammen ter hand.
Sicilië en de Povlakte golden voor de Romeinen en hun Italische bondgenoten lange tijd als een min of meer vreemd gebied, dat pas veel later als een volwaardig deel van Italia zou worden beschouwd. Men sprak bij deze gebieden niet van "socii" (bondgenoten), maar van "provinciae" (wingewesten), die grondig mochten worden uitgebuit.
Volgens een census (volkstelling) van 260 v.Chr. beschikte Rome over ongeveer 290.000 Romeinse burgers, plus 750.000 burgers van de bondgenoten. Burgers waren volwassen mannen die geen slaaf waren. De totale bevolking van de Romeinse federatie bedroeg zo'n 3 tot 4 miljoen.
Veel van de ongeveer 1 miljoen "burgers" waren te oud voor de krijgsdienst of te arm om een wapenuitrusting te bekostigen, maar ze vormden toch een reservoir waaruit in oorlogstijd gemakkelijk tegen de 100.000 soldaten konden worden gemobiliseerd, die bovendien dankzij de Romeinse krijgstucht en het Romeinse organisatietalent tot de beste soldaten ter wereld behoorden. Rome verkeerde hiermee in een goede positie om de dominerende macht in het gehele Middellandse Zeegebied te worden.

### Verovering van Sicilië, Spanje en Noord-Afrika

#### Punische oorlogen
De door Feniciërs gestichte handelsstad Carthago handhaafde al ruim twee eeuwen een maritiem overwicht in het westelijk deel van het Middellandse Zeegebied. Deze suprematie werd wel vaak aangevochten door verschillende Griekse steden in Zuid-Italië. Carthago probeerde, met wisselend succes, ook zijn gezag te doen gelden over de Griekse steden op Sicilië. Tot 264 v.Chr. hadden Carthago en Rome elkaars invloedssferen niet aangetast en hadden de twee mogendheden over het algemeen bondgenootschappelijke betrekkingen met elkaar onderhouden. Deze betrekkingen waren vastgelegd in een verdrag. Het is bewaard gebleven in het oudste document dat we kennen uit de Romeinse geschiedenis. Toen Rome zijn "bescherming" wilde uitstrekken tot een troep Campaanse huurlingen die zich meester hadden gemaakt van de Siciliaanse stad Messina, kwam het echter tot een conflict, de Eerste Punische Oorlog. Rome voelde zich nu gedwongen om naast een sterk landleger ook een sterke oorlogsvloot op te bouwen. Na ruim 20 jaar harde strijd moest Carthago zich gewonnen geven. Sicilië kwam nu in Romeinse invloedssfeer te liggen. In deze Eerste Punische Oorlog (264 v.Chr.-241 v.Chr.) bleef Carthago vrij immuun voor de Romeinse landmacht, hoewel haar controle over Sicilië verloren ging.

#### Tweede Punische Oorlog (218 – 202 v.Chr.)

geanimeerde Punische oorlogen

De rivaliteit en het wantrouwen tussen de grootmachten van het westen van de Middellandse Zee – Rome en Carthago – waren na de Eerste Punische Oorlog allerminst uit de wereld. Na verloop van tijd kwamen ze weer in conflict over de afbakening van hun invloedssferen, en wel op het Iberisch Schiereiland. Vooral de Iberische stad Saguntum, het huidige Sagunto, speelde hierin een rol. Toen Rome een verbond sloot met Saguntum, dat in de Carthaagse invloedssfeer lag, was de Tweede Punische Oorlog dan ook onvermijdelijk en deze zou duren van 218 tot 202 v.Chr.. De Carthaagse legerleider Hannibal Barkas was niet tevreden met het heroveren van Saguntum en besloot grondig met de Romeinen af te rekenen door hen rechtstreeks in Italië aan te vallen. Hij zou steeds te kampen hebben met de Carthaagse politieke factie onder leiding van Hanno de Grote, die een dergelijk avontuur een slecht idee vond.

#### Hannibal trekt de Alpen over
Hannibal stak vanuit Spanje de Pyreneeën en de Alpen over met een groot leger, grotendeels bestaande uit Iberische kelten en Noord-Afrikaanse Libiërs (vooral Numidiërs en Moren). Volgens de twee eeuwen later levende Romeinse geschiedschrijver Livius deed hij dat in oktober/november 218 v.Chr. en had hij 37 olifanten bij zich. Aanvankelijk boekte de briljante veldheer Hannibal grote successen tegen de Romeinen, waarmee hij als boeman een blijvende plaats in het Romeinse bewustzijn veroverde ("Hannibal ad Portas!"). Livius vermeldt dat de zwaarden van de Numidiërs de beslissende rol speelden in de slag bij Cannae (Zuidoost-Italië) in 216 v.Chr., die de Romeinse Republiek tot de rand van de afgrond bracht, want hun eigen Italiaanse bondgenoten begonnen aan Rome te twijfelen, en Philippos V van Macedonië sloot een verbond met Carthago om in 214 v.Chr. de Eerste Macedonische Oorlog tegen Rome te beginnen. Het laatste onafhankelijke deel van Sicilië sloot ook een verbond met Hannibal.

#### Romeinen snijden Hannibals aanvoerlijnen af

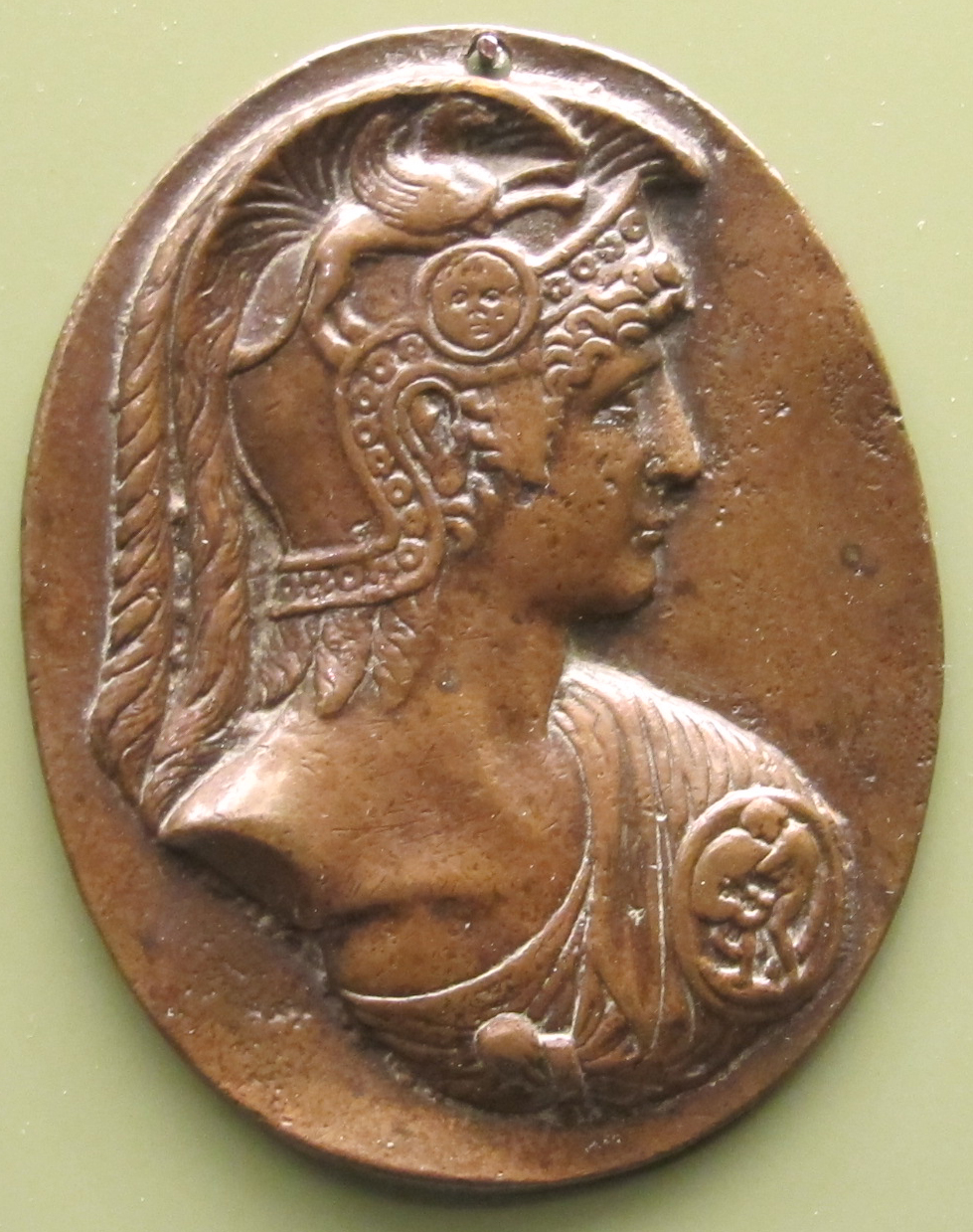
Scipio

De Romeinen bleken echter te leren, zowel van hun eigen fouten als van de tactiek van de vijand. Zij schakelden over op een uitputtingsstrategie tegen Hannibal in Italië, en trachtten diens verbinding met zijn uitvalsbasis in Iberia af te snijden. Vanaf 211 v.Chr. werden hiermee belangrijke successen geboekt, toen de grote veldheer Scipio in Iberia landde en daar een aantal overwinningen behaalde op minder briljante veldheren dan Hannibal. De trouw van Carthago's bondgenoten liet te wensen over. Hannibals broer Hasdrubal werd de grond te heet onder de voeten in Iberia. Hij trok op naar Italië om Hannibal te versterken, maar werd daar verslagen en gedood in de belangrijke Romeinse overwinning in de Slag bij de Metaurus (Noordoost-Italië) in 207 v.Chr. Hannibal moest het in Italië dus slechts stellen met wat plaatselijke, dubieuze bondgenoten.

#### Hannibal vlucht; Carthago verslagen
Na bijna 15 jaar van belegeringen van Italische steden (maar nooit van de stad Rome), en te weinig gewonnen veldslagen, moest Hannibal vanuit Italië de Middellandse Zee oversteken naar zijn vaderstad Carthago. De Romeinen hadden inmiddels de hele Carthaagse invloedssfeer in Spanje opgerold en waren overgestoken naar Africa, waar zij Carthago direct bedreigden, met steun van de naar hen overgelopen Numidiërs. Hannibal werd in 202 v.Chr. in de buurt van zijn vaderstad beslissend verslagen, tijdens de Slag bij Zama Regia. De Carthagers moesten vervolgens, in het door de Romeinen opgelegd verdrag, hun invloedssfeer beperken tot Noord-Tunesië. Carthago werd als het ware onder Romeinse curatele gesteld. Dit werd niet door iedereen in Rome als voldoende beschouwd. Rome en Carthago waren sinds de traumatiserende jaren van Hannibal in Italië dodelijke rivalen, waarbij voor beide partijen de Middellandse Zee inmiddels 'te klein was'. Senator Cato bleef tientallen jaren, tot zijn dood in 149 v.Chr., pleiten voor de verwoesting van Carthago.

#### Verwoesting Carthago (149 - 146 v.Chr.)
De Derde Punische Oorlog, van 149 tot 146 v.Chr. was een grondige afrekening met een Carthaagse Republiek, die nog maar een schaduw van zijn vroegere macht had. Carthago werd met de grond gelijk gemaakt en er werd pas ruim een eeuw later een begin gemaakt met de herbouw, als hoofdstad van de Romeinse provincie Africa. Met uitzondering van twee diadochenrijken, het Seleucidenrijk, dat zich toen nog hoofdzakelijk tot Syrië beperkte, en het Egypte van de Ptolemaeën, was nu vrijwel het gehele Middellandse Zeegebied ofwel door Rome geannexeerd als "provincia", ofwel Romeinse vazalstaat.

### Macedonische Oorlogen (214 – 148 v.Chr.)
Al kort na het einde van de Tweede Punische Oorlog raakte de Romeinse Republiek weer in conflict met het koninkrijk Macedonië, dat met moeite zijn gezag over de stadstaten in Griekenland probeerde te handhaven. Na een eerste overwinning op Macedonië in 197 v.Chr. (Slag bij Cynoscephalae) beloofde de Romeinse consul Flaminius plechtig het herstel van de oude "vrijheid" aan de Grieken. Spoedig zou evenwel blijken dat de Romeinen hiermee alleen autonomie binnen de Romeinse machtssfeer bedoelden. Een stad als Korinthe, die dat niet tijdig had willen begrijpen, werd in 146 v.Chr. door de Romeinen met de grond gelijk gemaakt. Na een tweede overwinning op Macedonië (slag bij Pydna (168 v.Chr.)) werd het koninkrijk Macedonië van de kaart geveegd en tot Romeinse provincia gedegradeerd.

#### Romeins-Seleucidische oorlog (192 - 188 v.Chr.)
De Romeins-Seleucidische Oorlog is een onderdeel van de Macedonische oorlogen. In 192 v.Chr. deed koning Antiochus III de Grote van Syrië een poging om de toenemende Romeinse macht over Griekenland terug te dringen. Hij leed echter een tweetal zware nederlagen tegen de Romeinen, die hem nu ook zijn macht in Klein-Azië gingen betwisten: het koninkrijk Pergamum "bondgenoot" van Rome mocht onder Romeinse "bescherming" zijn macht uitbreiden over flink wat gebieden die tevoren aan Antiochus onderhorig waren geweest.
Vanaf 190 v.Chr. begon het steeds duidelijker te worden dat geen mogendheid in het Middellandse Zeegebied op den duur stand zou kunnen houden tegen de oppermachtige Romeinse Republiek. Het zou echter nog wel anderhalve eeuw duren voordat de Romeinen de onderwerping van dit gebied hadden voltooid.

### Inlijving van Pergamum
In 133 v.Chr. liet de kinderloze koning Attalus III Philometor van Pergamum zijn koninkrijk, dat wil zeggen een groot deel van westelijk klein-Azië, én al zijn schatten bij testament na aan de staat Rome. De Romeinen aanvaardden de erfenis, maar lieten de provincie aanvankelijk aan haar lot over, en er ontstond een machtsvacuüm en een periode van onrust in dit gebied. Pas in 129 v.Chr. werd Aristonicus I door consul Marcus Perperna overmeesterd.

### Imperiale expansie en omgang met bondgenoten
De Romeinse Republiek was aanvankelijk een stadstaat van een paar honderd km² en enkele tienduizenden inwoners. Door een reeks defensieve en offensieve oorlogen groeide deze uit tot het centrum van een federatie die heel het Apennijns Schiereiland omvatte. Daarna breidde de republiek zich uit tot een Imperium over het gehele Middellandse Zeegebied.
Rome sloot met de onderworpen staten afzonderlijke, maar gelijksoortige verdragen. Die hielden onder meer het recht in van "commercium" (handel drijven met Rome) en conubium (het sluiten van huwelijken met Romeinse burgers). Het waren verdragen op basis van ongelijkheid; de bondgenoten waren ondergeschikt aan Rome. Staten die hardnekkig weerstand aan Rome geboden hadden, riskeerden bovendien dat zij een aanzienlijk deel van hun akkerland aan Rome moesten afstaan. Op dit gebied werden "Romeinse" en "Latijnse" "kolonies" (landbouwnederzettingen) gesticht. Vaak bleef een deel van de oorspronkelijke bevolking hier als pachter wonen; die mensen kregen dan wel het Romeins of Latijns burgerrecht.
Tegenover het verlies van zelfstandigheid stond echter de winst aan veiligheid. De honderden kleine stads- en stamstaatjes op een relatief klein gebied waren namelijk bijna onafgebroken met elkaar in oorlog, waarbij elk volk het risico liep te worden uitgeroeid of in slavernij te worden weggevoerd. Daarmee vergeleken bood aansluiting bij de Romeinse federatie dus bepaalde voordelen. Met de Romeinen viel echter niet te spotten. Hun verhouding tot onderworpenen werd gekenmerkt door het adagium: Parcere subjectis, sed debellare superbos, "De onderworpenen sparen, maar zij die hardnekkig tegenstand blijven bieden vernietigen". Dit 'vernietigen' kon letterlijk uitlopen op massaal afslachten van de bevolking: bijvoorbeeld de Samnieten in 82 v.Chr..
De Romeinse Republiek slaagde er aldus in de bondgenoten een gevoel van lotsverbondenheid bij te brengen. Dat bleek bijvoorbeeld na de Slag bij Cannae in 216 v.Chr., toen de Romeinen op eigen terrein verpletterend verslagen werden door de Carthagers. De meeste bondgenoten bleven Rome trouw, ook al zou het toen heel gemakkelijk geweest zijn om het Romeinse juk af te schudden. Het alternatief was namelijk de onzekerheid van de pre-Romeinse tijd of een Carthaags juk.
Dat wil niet zeggen dat er nooit problemen rezen tussen Rome en zijn bondgenoten. Nog in 91-90 v.Chr. kwam het tot de bloedige Bellum sociorum (Bondgenotenoorlog). De opstandige staten en stammen probeerden echter niet de Romeinse federatie vernietigen, maar ze verlangden daarbinnen een meer gelijkwaardige status. Na de opstand deels te hebben neergeslagen, gaf de Romeinse overheid toe aan diverse wensen van de opstandelingen.
Op den duur zou de Latijnse taal, die aanvankelijk door niet veel meer dan 5% van de bevolking van het Apennijnse schiereiland werd gesproken, de andere talen verdringen, een proces dat pas rond het begin van de christelijke jaartelling min of meer voltooid was. Het langst bleef het Grieks in gebruik in het eertijds door de Grieken gekoloniseerde zuiden van Italië: Magna Graecia. Dit kwam doordat de Romeinen tegen het Grieks opkeken als de taal van beschaving bij uitstek. Je hoorde pas bij de elite als je naast Latijn ook Grieks sprak. Tot op de dag van vandaag zijn er enkele tienduizenden sprekers van het Griekse dialect Griko verspreid over Zuid-Italië.

## Politieke en sociale structuur

### Beginfase
De jonge Romeinse Republiek kende klassentegenstellingen: de patriciërs, waaruit de Romeinse Senaat werd gerekruteerd, waren een aristocratie van grondbezitters, leden van de oude families van Rome die traditioneel de macht in handen hadden. Zij hielden de plebejers ("plebs" betekent "volk") als pachters over het algemeen goed in hun greep.
De republiek was een staatje van tussen de 500 en 1000 km² met zo’n 30.000 tot 40.000 inwoners. De klasse der grondbezitters maakte hooguit 5% van de bevolking uit, die van de kleine boeren ongeveer 60%. Deze twee klassen bezaten elk ruwweg de helft van de landbouwgrond. Daarnaast waren er landloze families, die een karige boterham verdienden als ambachtsman of landarbeider, en slaven, die toen nog niet erg talrijk waren.
De typische patriciër bezat misschien 100 hectare landbouwgrond, waarvan hij een klein deel door een handvol slaven en enkele landarbeiders liet bebouwen om in de voedselbehoeften van zijn eigen huishouding te voorzien. De rest verpachtte hij in stukjes van een paar hectare aan kleine boeren, wier eigen landbezit aan de krappe kant was. Deze kleine boeren waren over het algemeen net voldoende vermogend om zich de zware wapenrusting van een legioensoldaat te kunnen veroorloven, het teken dat je een volwaardig burger was. Zij hadden een nauwe, paternalistische band met hun landheer. Deze was, in de Romeinse juridische terminologie, de patronus, die een zekere zeggenschap had over zijn cliëntes. Doorgaans stemden de cliëntes tijdens de volksvergadering op de kandidaat die hun patronus hen had aangewezen. Aan de andere kant kon de cliënt, als hij in juridische of economische moeilijkheden verkeerde, een beroep doen op zijn patronus.

### Klassenstrijd
De plebejers, die het overgrote deel van de bevolking uitmaakten, wilden meer invloed en kregen die ook, onder andere door het voor hen gecreëerde ambt van tribunus plebis (volkstribuun), die beschikte over een spreekwoordelijk geworden vetorecht. Het duurde echter tot 366 v.Chr. voor er een niet-patriciër tot consul werd gekozen. Op den duur werkte een deel van de plebejers zich op tot grotere welstand, bijvoorbeeld door de handel of het beroep van belastingpachter. Zij staan bekend als "equites" (ruiters) omdat zij voldoende vermogend waren om in het leger als ruiter te dienen, met een eigen paard. De politieke vertegenwoordigers van de plebejers kwamen altijd voort uit deze rijke bovenlaag. Op de lange duur zou de grens tussen "equites" en patriciërs in sterke mate vervagen.

### Vergroting sociale spanningen, 3e en 2e eeuw v.Chr.

De Romeinen kenden eigenlijk maar twee echte kledingstukken: de toga (hier afgebeeld) en de tunica. De toga werd gedragen bij belangrijke gebeurtenissen, en de tunica bij het werken in huis. Vrouwen droegen in plaats van een toga een soort wit wollen gewaad, stola genaamd.

Met de expansie van de Republiek veranderden de sociale en politieke verhoudingen; vooral in de loop van de tweede eeuw voor Christus werd dit proces onmiskenbaar. Het landbezit van de patriciërs nam toe; met hun politieke connecties wisten zij een groot deel van het bij de veroveringen verworven land in de wacht te slepen: zij bezaten grote landgoederen, de latifundia, van vele honderden, zo niet duizenden of tienduizenden hectaren land. De kleine boer, de steunpilaar van het Romeinse leger, kreeg het echter moeilijker. De oorlogen werden steeds vaker ver van huis gevoerd en vereisten een afwezigheid van maanden, zo niet jaren. Nu betaalde de Republiek haar soldaten wel een soldij, maar die was net voldoende om de soldaten te velde hun eigen voedsel te laten kopen. De familie moest zich thuis zien te redden zonder de sterkste man voor het zware werk. Bij een langdurige afwezigheid kon dit gemakkelijk tot de ondergang van het gezinsbedrijf leiden. Men maakte schulden en moest uiteindelijk het beetje land dat men bezat verkopen. Het aantal kleine boeren nam af en het aantal slaven toe. De grondbezitters lieten een steeds groter deel van hun land rechtstreeks door legertjes van slaven bewerken. Verarmde boeren trokken naar de hoofdstad, waar zij een omvangrijk proletariaat vormden.
Bovendien kon een boer de volksvergaderingen in Rome alleen bijwonen wanneer hij dicht bij Rome woonde; met de uitbreiding van de Republiek woonde op den duur nog maar een kleine minderheid van de Romeinen op minder dan een dagreis van Rome. En dat waren voor het grootste deel geen kleine boeren meer - de steunpilaar van de staat - maar landloze stadsbewoners, "proletariërs", die zich gemakkelijk lieten opzwepen door volksmenners (het woord volkstribuun kreeg toen al een pejoratieve bijklank). Zo werd het electoraat in samenstelling steeds minder representatief voor de Romeinse burgers in hun totaliteit, en verschoof het precaire evenwicht tussen de democratische en aristocratische elementen in de staatsstructuur ten gunste van de aristocratische elementen.

### Sociale Onrust (133 - 44 v. Chr.)

#### Tiberius en Gaius Sempronius Gracchus
De meeste senatoren zagen de verarming van de kleine boeren niet als een probleem, want zij zelf werden rijker en rijker. Enkelen uit de bezittende klasse, die bestond uit patriciërs en equites, beschouwden de achteruitgang van de klasse der vrije boeren wel als een bedreiging voor de Republiek. Onder hen waren de gebroeders Tiberius en Gaius Sempronius Gracchus. Tiberius Gracchus pleitte er rond 133 v.Chr. - in de functie van volkstribuun - voor dat de staat recent door rijke grondbezitters ingepikte landerijen zou terugnemen. Deze landerijen behoorden tot de ager publicus, land dat door verovering aan de staat was gekomen. Het teruggevorderde land moest volgens Gracchus worden gebruikt om landloze families in staat te stellen een landbouwbedrijfje te stichten. Hij stuitte op felle tegenstand van de senatorenklasse en werd ten slotte vermoord. Na zijn dood probeerde zijn broer Gaius het opnieuw, met grovere methoden. Hij werd ten val gebracht en moest zelfmoord plegen om niet in handen van zijn tegenstanders te vallen.
Er was nu echter een trend gezet, die van de strijd tussen de optimates, een partij van senatoren die alles bij het oude wilden laten en het volk op zijn plaats wilden houden, en de populares, telgen van de rijkere families die bereid waren tot concessies aan het volk om zodoende met steun van de volksmassa deels de eigen ambities beter te kunnen nastreven, deels ook wel om sociale problemen te verhelpen.

#### Burgeroorlogen en dictatuur, 90 – 31 v.Chr.

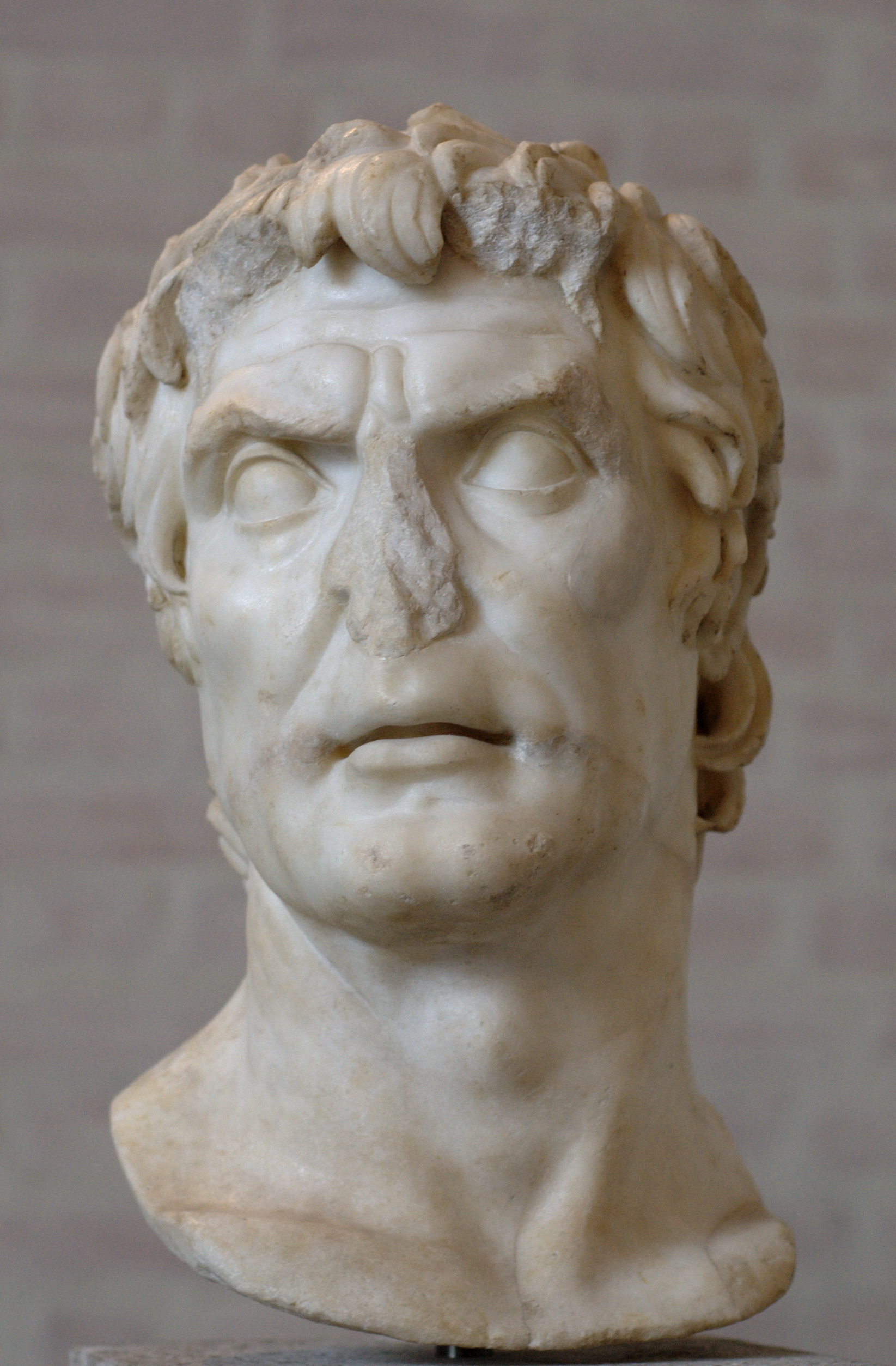
Lucius Cornelius Sulla

In 90 v.Chr. kon generaal Marius het maar moeilijk aanvaarden dat Sulla, zijn vroegere adjudant, werd benoemd tot generaal voor de oorlog tegen Mithridates van Pontus. Zodra Sulla vertrokken was naar Azië liet Marius zichzelf via een volkstribuun in de plaats van Sulla benoemen tot generaal tegen Mithridates. Toen Sulla dit hoorde, keerde hij met zijn leger terug naar Rome en liet hij veel van Marius' aanhangers vermoorden. Marius zelf was naar Cercina gevlucht, een eiland voor de kust van Afrika waar veel van zijn veteranen woonden.
In 87 v.Chr., toen Sulla met zijn leger naar Griekenland was vertrokken, keerde Marius terug naar Rome en richtte op zijn beurt een geweldig bloedbad aan onder de aanhangers van Sulla, waarbij ook veel onschuldige burgers omkwamen. Daarna liet hij zich tot consul uitroepen, dat was zijn zevende consulschap. Zeventien dagen later stierf hij.
Sulla was inmiddels met zijn legers naar Rome teruggekeerd. Met behulp van Gnaeus Pompeius versloeg hij de troepen van Marius en richtte opnieuw een bloedbad aan onder de aanhangers van Marius, waarbij ook weer vele onschuldige burgers omkwamen. Hij liet zich daarna door de senaat benoemen tot dictator voor zo lang als hij wilde. Tijdens zijn schrikbewind riep Sulla een systeem van beloningen in het leven voor het aangeven van 'verraders'. Door dit beruchte systeem van de proscriptiones werden talloze onschuldige mensen vervolgd, veroordeeld en terechtgesteld, waarbij hun bezittingen in beslag werden genomen. Sulla, die patriciër was, begon ook langzaam de rechten van de plebejers in te perken. In 79 v.Chr. trok Sulla zich terug uit de politiek, zijn naam bleef voortleven als het voorbeeld van een gewetenloze dictator. Als consul worden hij en Metellus opgevolgd door Appius Claudius Pulcher en Publius Servilius Vatia.
In 70 v.Chr. worden Crassus en Pompeius consuls en sterke mannen. Zij draaiden veel van Sulla's maatregelen terug. Later vormden Crassus en Pompeius samen met Julius Caesar (oomzegger van Marius, die aangetrouwde familie was) een driemanschap (Eerste Triumviraat, 60 v.Chr.). De bedoeling van het Triumviraat was een herhaling van de burgeroorlogen uit de tijd van Marius en Sulla te voorkomen. Helaas kregen de "driemannen" ook ruzie onder elkaar.
Om Caesars politieke carrière op te smukken en om zijn enorme schulden af te betalen, waagde hij zich aan de Gallische Oorlog (58-51 v.Chr.). Crassus sneuvelde in een oorlog tegen de Parthen en daarna vlogen Pompeius en Caesar elkaar in de haren. Een buitengewoon bloedige burgeroorlog tussen Pompeius en Caesar (49-45 v.Chr.) brak uit. In de door Caesar gewonnen Slag bij Munda (45 v.Chr.) sneuvelden tienduizenden Romeinse burgers. Na deze overwinning kon Caesar alle macht aan zich trekken.
Veel senatoren zagen de enorme macht van Julius Caesar met lede ogen aan en verkondigden dat hij weer een monarchie wilde oprichten met hemzelf als koning. Sommigen waren van mening dat er drastische maatregelen moesten worden genomen om de ondergang van de republikeinse staatsvorm af te wenden. Zo kwam het in 44 v.Chr. tot de moord op Julius Caesar in de senaatszaal.

## Van Republiek naar Alleenheerschappij (principaat) (44 - 31 v.Chr.)
De samenzweerders waren echter niet in staat zich te handhaven tegen de nieuwe leider van Caesar's partij, Marcus Antonius. Deze sloot een nieuw driemanschap, met Caesars neef en adoptiezoon Octavianus en Lepidus (Tweede Triumviraat). Toen dit driemanschap echter de moordenaars van Caesar had verslagen, brak er een burgeroorlog uit tussen Marcus Antonius en Octavianus. In de slag bij Actium (31 v.Chr.) werden de strijdkrachten van Marcus Antonius en zijn bondgenoot en minnares Cleopatra vernietigend verslagen waardoor Octavianus de overgebleven alleenheerser was.

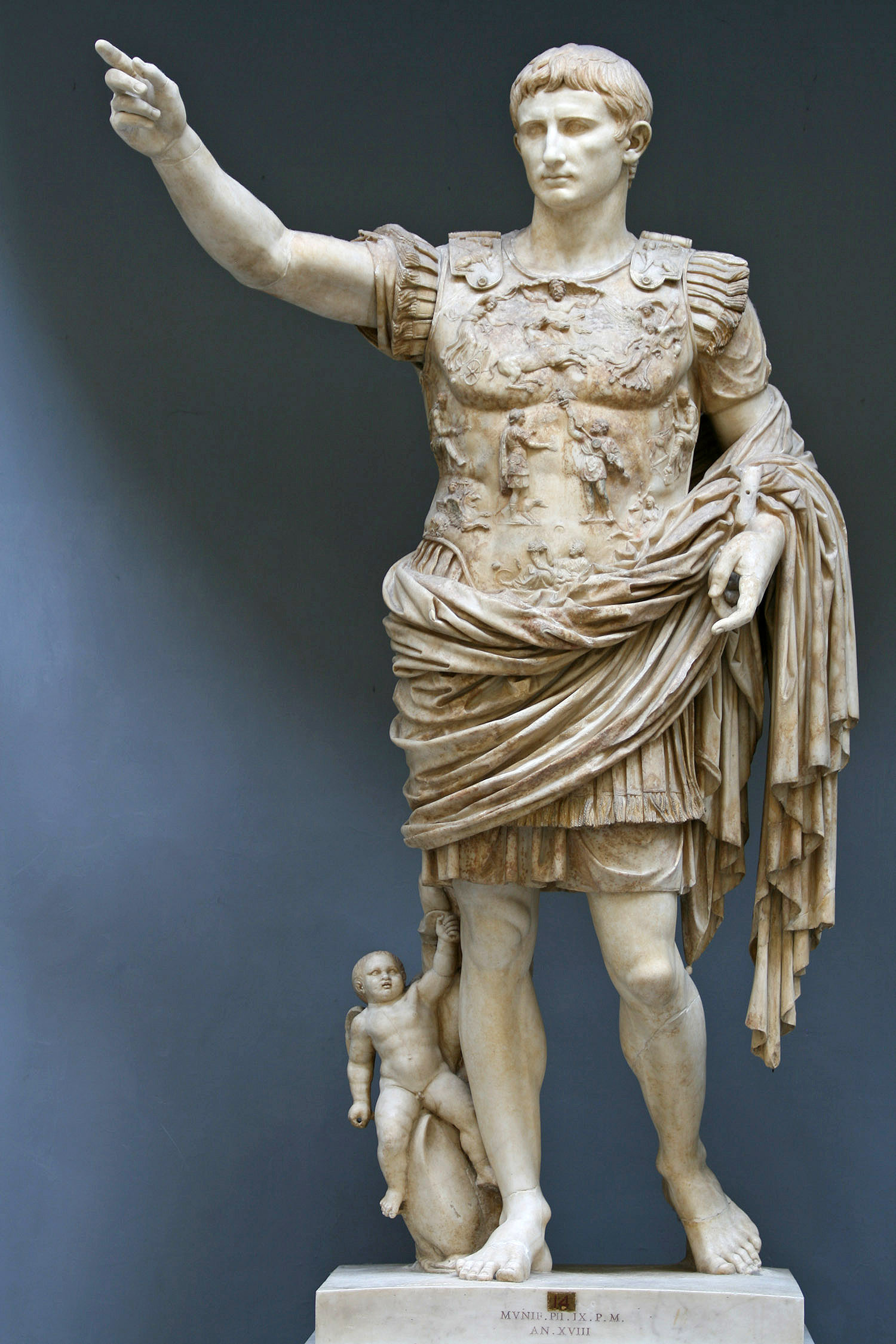
Augustus

In 27 v.Chr. werd Octavianus, door handig manoeuvreren en na enige 'druk' uitgeoefend te hebben op onwillige senatoren, benoemd tot princeps, 'eerste burger'. In theorie was hij gewoon lid van de senaat, maar dan wel als 'eerste spreker' die als eerste zijn mening mocht geven over aan de orde zijnde kwesties. Het was in de praktijk 'riskant voor je gezondheid' om tegen die mening in te gaan.
In 23 v.Chr. deed hij afstand van de functie van consul die hij tot dan toe had vervuld. Hij kreeg de tribunica potestas, wat hem vetorecht opleverde. Daarbovenop bezat hij al het imperium proconsulare (opperbevel) over alle legioenen en de mogelijkheid deze ook te laten ingrijpen in de senatoriale provincies. Daar hij echter niet in alle provincies tegelijk kon zijn, droeg hij zijn imperium militiae (bevel over het leger) over op legati die echter slechts mochten handelen met zijn toestemming. Octavianus kreeg van de Senaat ook de religieus beladen eretitel Augustus (de verhevene), en met de titel pontifex maximus (opperpriester) kreeg hij de leiding van de Romeinse eredienst.
De functie van princeps en vele andere zijn nooit formeel erfelijk geworden. Als princeps kon Augustus wel zijn invloed aanwenden om zijn erfgenaam tot de op een na belangrijkste man te maken, waardoor deze geheid de nieuwe princeps zou worden. Augustus is zichzelf altijd blijven beschouwen als een primus inter pares (eerste onder de gelijken) ten opzichte van de Senaat, maar deze houding valt al snel weg bij zijn opvolgers.
Met Octavianus' (= Augustus) alleenheerschappij in 31 v.Chr. was in feite de republikeinse staatsvorm ten onder gegaan en het Romeinse Keizerrijk oftewel principaat ingevoerd: een staatsbestel dat, met behoud van enkele republikeinse uiterlijke vormen, in feite monarchaal van aard was.

## Voetnoten
1. ↑  O.a. vastgelegd door Quintus Fabius Pictor en Marcus Terentius Varro Reatinus.
2. ↑  Titus Livius - Vanaf de stichting van de stad, XXII: 48-49 (Nederlandse vertaling)